# Kellavere mägi
Kellavere mägi är en kulle i Estland.   Den ligger i landskapet Lääne-Virumaa, i den centrala delen av landet, 110 km öster om huvudstaden Tallinn. Toppen på Kellavere mägi är 168 meter över havet.
Terrängen runt Kellavere mägi är huvudsakligen platt. Runt Kellavere mägi är det mycket glesbefolkat, med 5 invånare per kvadratkilometer. Närmaste större samhälle är Väike-Maarja, 15,7 km väster om Kellavere mägi. Trakten runt Kellavere mägi består till största delen av jordbruksmark.